# ディターミン
ディターミン（Determine, 1951年4月7日 - 1972年9月27日）はアメリカ合衆国の競走馬・種牡馬。1954年のケンタッキーダービーに優勝した。

## 経歴
- 特記がない限り、競走はすべてダートコース。また当時はグレード制未導入。

ケンタッキー州の生産者であるエスリー・アスブリーが生産したサラブレッドの牡馬である。小柄な芦毛の馬で、体高は15ハンドほど、体重は900ポンドを下回る程度であったという。その体格から、のちにケンタッキーダービーに優勝した際には「ピントサイズの牡馬」「小さな包装のダイナマイト」などとあだ名された。
ディターミンは1952年のキーンランドのサマーセールに上場され、自動車販売業者のアンドリュー・J・クレヴォリンに12.000ドルで購入された。競走馬として登録する段になって、同馬の馬名申請はなかなか通らずクレヴォリンは困っていたが、夫人の勧めで「determine（決定する）」という名前にしてみたところ申請が通ったという逸話がある。ウィリアム・モルター調教師に預けられたディターミンは2歳になった1953年にカリフォルニア州でデビューし、その年だけでサンフランシスカンハンデキャップ（8ハロン）とロバートオブライエンハンデキャップ（6ハロン）の2競走で優勝し、早くも自身の購入額の倍以上を稼ぎ出した。
3歳になった1954年、ディターミンは西海岸3歳戦の最重要競走であるサンタアニタダービー（10ハロン）で優勝した。ここで馬主のクレヴォリンはケンタッキーダービー（10ハロン）への出走に意欲を示したが、調教師のモルターはリスクを考えて遠征を渋っている。結局遠征は実現したが、その際にディターミンは帯同馬と空輸されることになり、もし機内で暴れた場合はモルター自ら馬を射殺するという条件のもとの輸送であったという。輸送後、ディターミンはダービーから4日前に行われるダービートライアルステークス（8ハロン）に出走し、ここで強豪ヘイスティロードと初顔合わせとなった。この競走ではトラックレコード対決となり、結果ヘイスティロードがアタマ差でディターミンを抑えて勝利し、3着馬はディターミンから11馬身も離されていたという。
5月1日のケンタッキーダービー当日、鞍上にレイモンド・ヨークを乗せたディターミンは単勝オッズ5倍と2番人気に支持されていた。スタート直後に外側から他馬にぶつかられてヨークは落馬しかけるが、体勢を立て直すことに成功する。そして先頭に立っていたヘイスティロードを残り半ハロンのところで捕らえ、1馬身差をつけて優勝した。ディターミンの優勝は芦毛馬による初のダービー制覇でもあった。この時点でディターミンは3歳春に9戦をこなしており、モルターはこれ以上無理させられないと残りの三冠戦を回避してカリフォルニアへと戻った。
その後のディターミンは主に古馬戦に使われていたが、顎の感染症のために休養を要したり、またハンデキャップ戦の斤量に苦んだりしながらも4歳までに44戦18勝の戦績を挙げて引退した。

### 主な勝鞍
1953年（2歳）
サンフランシスカンハンデキャップ、ロバートオブライエンハンデキャップ
1954年（3歳）
サンタアニタダービー、ケンタッキーダービー、ベイメドウズダービー、ゴールデンゲートハンデキャップ、デボネアステークス、サンフェリペハンデキャップ、サンガブリエルステークス、オークランドハンデキャップ、サンホセハンデキャップ、ピータークラークハンデキャップ
1955年（4歳）
サンタアニタメーチュリティ（繰り上がり）、ゴールデンゲートマイルハンデキャップ、マリブセケットステークス、イングルウッドハンデキャップ
- 出典：[1]

## 種牡馬入り後
ディターミンは90万ドルのシンジケートを組まれて、カリフォルニア州のホナータ牧場で種牡馬となった。その後1972年に腎臓疾患がもとで同地で死亡した。遺骸は同牧場に埋葬されている。
アメリカジョッキークラブの調べによれば、ディターミン産駒334頭のうち211頭が勝ち上がり、21頭がステークス競走で勝ちを挙げたとある。代表産駒には2代にわたってケンタッキーダービーを制したディサイデッドリー（Decidedly, 1959年生）などがいる。

## 血統表
| ディターミンの血統            | ディターミンの血統                       | ディターミンの血統 | （血統表の出典） | （血統表の出典） |
| 父系                          | ハイペリオン系                           | ハイペリオン系     | ハイペリオン系   | [ § 2 ]          |
| 父 Alibhai イギリス 栗毛 1938 | 父の父Hyperion イギリス 栗毛 1930        | Gainsborough       | Bayardo          | Bayardo          |
| 父 Alibhai イギリス 栗毛 1938 | 父の父Hyperion イギリス 栗毛 1930        | Gainsborough       | Rosedrop         |                  |
| 父 Alibhai イギリス 栗毛 1938 | 父の父Hyperion イギリス 栗毛 1930        | Selene             | Chaucer          | Chaucer          |
| 父 Alibhai イギリス 栗毛 1938 | 父の父Hyperion イギリス 栗毛 1930        | Selene             | Serenissima      |                  |
| 父 Alibhai イギリス 栗毛 1938 | 父の母Teresina イギリス 栗毛 1920        | Tracery            | Rock Sand        | Rock Sand        |
| 父 Alibhai イギリス 栗毛 1938 | 父の母Teresina イギリス 栗毛 1920        | Tracery            | Topiary          |                  |
| 父 Alibhai イギリス 栗毛 1938 | 父の母Teresina イギリス 栗毛 1920        | Blue Tit           | Wildfowler       | Wildfowler       |
| 父 Alibhai イギリス 栗毛 1938 | 父の母Teresina イギリス 栗毛 1920        | Blue Tit           | Petit Bleu       |                  |
| 母 Koubis アメリカ 芦毛 1946  | 母の父Mahmoud フランス 芦毛 1933         | Blenheim           | Blandford        | Blandford        |
| 母 Koubis アメリカ 芦毛 1946  | 母の父Mahmoud フランス 芦毛 1933         | Blenheim           | Malva            |                  |
| 母 Koubis アメリカ 芦毛 1946  | 母の父Mahmoud フランス 芦毛 1933         | Mah Mahal          | Gainsborough     | Gainsborough     |
| 母 Koubis アメリカ 芦毛 1946  | 母の父Mahmoud フランス 芦毛 1933         | Mah Mahal          | Mumtaz Mahal     |                  |
| 母 Koubis アメリカ 芦毛 1946  | 母の母Brown Biscuit イギリス 黒鹿毛 1936 | Sir Andrew         | Sir Gallahad     | Sir Gallahad     |
| 母 Koubis アメリカ 芦毛 1946  | 母の母Brown Biscuit イギリス 黒鹿毛 1936 | Sir Andrew         | Gravitate        |                  |
| 母 Koubis アメリカ 芦毛 1946  | 母の母Brown Biscuit イギリス 黒鹿毛 1936 | Swing On           | Whisk Broom      | Whisk Broom      |
| 母 Koubis アメリカ 芦毛 1946  | 母の母Brown Biscuit イギリス 黒鹿毛 1936 | Swing On           | Balance          |                  |
| 母系(F-No.)                   | (FN:5-j)                                 | (FN:5-j)           | (FN:5-j)         | [ § 3 ]          |
| 5代内の近親交配               | Gainsborough 3x4                         | Gainsborough 3x4   | Gainsborough 3x4 | [ § 4 ]          |
| 出典                          | 1. 2. 3. 4.                              | 1. 2. 3. 4.        | 1. 2. 3. 4.      | 1. 2. 3. 4.      |

母馬コウビスはアスブリーの生産馬で、生まれた時から口蓋が裂けていたものの、医師であるアスブリーが独自の治療法で修復したという逸話がある。ほか、3代母のスウィングオンはシービスケットの母馬としても知られる。